# Tiger Mendez
Pour les articles homonymes, voir Mendez.
Tiger Mendez est un acteur américain né le 22 novembre 1971 dans la ville de Panama (au Panama).

## Filmographie
- 1999 : 
  - Wild Wild West (rôle d'attaché militaire mexicain),
  - Bowfinger, roi d'Hollywood (Bowfinger, rôle de Mongo Premiere Guest),
  - Man on the Moon (Harrah's Audience Heckler) ;
- 2000 : 
  - Crime + Punishment (Crime and Punishment in Suburbia, rôle d'homme en photo),
  - The Million Dollar Hotel (Motor Scooter Rider) ;
- 2005 :
  - The Family Plan (TV, Office Mover),
  - xXx² : The Next Level (xXx: State of the Union, rôle d'Old Troop Commando),
  - Today You Die (Prison Laundry Guard),
  - Domino (Bounty Hunter).